# Bessie Lee Cowie

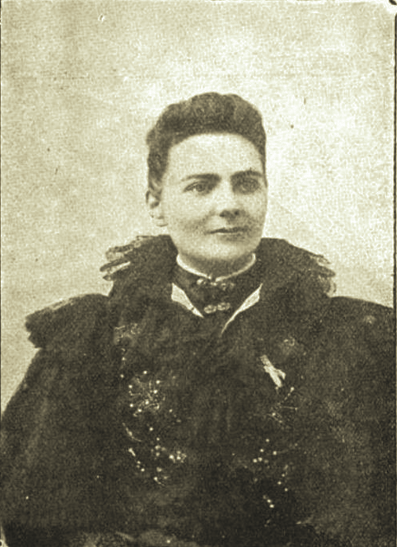
Bessie Lee Cowie
(1902)

Bessie Lee Cowie (* 10. Juni 1860 in Daylesford, Victoria, Australien; † 18. April 1950 in Pasadena, Kalifornien, Vereinigte Staaten) war eine australisch-neuseeländische Aktivistin der Woman’s Christian Temperance Union in verschiedenen Ländern, Sozialreformerin, Rednerin, Dozentin und Publizistin. Sie war in Australiens Öffentlichkeit auch unter dem Titel „Australia’s Temperance Queen“ bekannt.

## Frühes Leben
Betsy Vickery wurde am 10. Juni 1860 als Tochter von Susan Emma Maunder und dem Metzger Henry Vickery in Daylesford, Victoria geboren. Als ihre Mutter 1868 an Tuberkulose starb war Betsy acht Jahre alt und um bei Verwandten leben zu können, wurden sie und ihre sechs Geschwister getrennt. Sie lebte ein Jahr lang bei ihrer alkoholkranken Tante und ihrem Mann, von denen sie zeitweise auch misshandelt wurde. Danach holte sie ihr Vater ab und gab sie in Obhut zu anderen Verwandten. In der neuen Familie wurde sie streng und christlich erzogen und lernte dort, stets fleißig zu sein. Im Alter von 19 Jahren heiratete Betsy am 14. März 1880 den Weißlederschneider Harrison Lee in Melbourne, der ihre christlichen Grundsätze teilte. Sie nahm seinen Namen an.

## Erstes Engagement
Zunächst lebte Bessie, wie sie sich nun auch nannte, in dem Konflikt, einerseits eine konventionelle Frau sein zu wollen und andererseits ihrem Wunsch anderen helfen zu wollen und zu unterrichten. Letzteres setzte sich bei ihr durch und sie begann als Sonntagsschullehrerin im Stadtteil Footscray von Melbourne zu arbeiten. Sie sprach vor Kinder- und Frauengruppen, fing an von der Kanzel zu predigen und wurde schließlich als Distriktsbesucherin von der anglikanischen Kirche angestellt.

## Politisches Engagement
1887 trat Bessie der National Women’s Christian Temperance Union of Australia (WCTUA) in Richmond bei und wurde dort zur Präsidentin des Zweigs der Organisation gewählt. Auf dem ersten nationalen Kongress der WCTUA wurde sie zur Redakteurin der WCTU-Seite im Alliance Record ernannt. Zusätzlich übernahm sie die Verantwortung als koloniale Superintendentin für Literatur und wurde zu einer der öffentlichen Rednerinnen der WCTUA. In den späten 1880er Jahren reiste sie durch Victoria und hielt Versammlungen im Namen des WCTUA ab.
Um 1890 zog sie sich für eine Zeit lang aus der aktiven Arbeit bei der WCTUA zurück und wurde Dozentin und Organisatorin für die Victorian Alliance for the Suppression of the Liquor Traffic.

## England
Als Organisatorin und Missionarin der Temperance Union reiste Bessie ab 1896 auch ins Ausland, wobei sie den größten Teil des Jahres 1897 in England verbrachte. Dort kam sie mit Lady Isabella Caroline Somerset, der Präsidentin der World’s Woman’s Christian Temperance Union zusammen und arbeitete mit ihr und anderen Aktivistinnen vor Ort für ihre Ideen und Überzeugungen.

## Neuseeland
1899 reiste Bessie auf Einladung des Auckland-Zweigs der Women’s Christian Temperance Union of New Zealand (WCTU NZ) zum ersten Mal nach Neuseeland und spielte eine wichtige Rolle bei der dreiwöchigen Gospel Temperance Mission der Organisation. Anschließend reiste sie über fast acht Monate durch das Land und hielt zahlreiche Vorträge. Nach weiteren Reisen durch Australien, England und die Vereinigten Staaten kam sie jeweils in den Jahren 1902 und 1905 zurück nach Neuseeland und unterstützte die WCTU NZ sowie die New Zealand Alliance bei ihren Wahlkampagnen vor den jeweiligen Parlamentswahlen.
Nach dem Tod ihres Mannes am 17. Januar 1908 reiste sie erneut durch Neuseeland und lernte den pensionierten Farmer Andrew Cowie aus Southland kennen. Er stellte sich als ihr Verehrer vor und wollte der Ehemann einer Missionarin sein. Das verfing und so heirateten sie am 17. November 1908 in Winton und ließen sich in Invercargill nieder. Andrew Cowie begleitete seine Frau in alle Teile der Welt, in die ihre Kampagnen sie führte, und unterstützte sie auch dabei finanziell.
In Neuseeland engagierte Bessie sich zum Thema Gefängnisreform, unterstützte die Gründung von Hausfrauengewerkschaften und war 1912 Gründungsmitglied der United Labour Party of New Zealand. Als Vertreterin der Arbeiterinnen gehörte sie dem ersten Landesvorstand an. 1914 zog Bessie mit ihrem Mann nach Dunedin und 1920 nach Auckland. Dort wurde sie zu einem festen Bestandteil der WCTU NZ, organisierte Veranstaltungen und hielt ihre Reden. Sie wurde Präsidentin der Auckland Band of Hope, einer Abstinenzorganisation für Kinder und leitete um 1925 eine Mission für alkoholkranke Männer in Newton, einem Stadtteil von Auckland.
Nachdem 1928 ihr Mann Andrew verstorben war, entschied sich Bessie auf ärztlichen Rat hin im Juni 1930 nach Honolulu überzusiedeln, wo sie weiterhin Vorträge hielt und schrieb. Während des Zweiten Weltkriegs wurde Frauen geraten, Hawaii zu verlassen. So ging sie in Begleitung zweier Freundinnen nach Kalifornien. Auch hier setzte sie ihre Arbeit mit Temperance-Kampagnen fort. Ihr letztes Werk, eine kleine Broschüre über ihre Arbeit, stellte sie mit dem Titel „"Myself" From Nine to Ninety“ kurz vor ihrem Tod noch fertig.
Bessie Lee Cowie verstarb am 18. April 1950 in Pasadena.

## Werke
- 1893 – Mrs. Harrison Lee: Marriage and heredity. J. J. Howard, Melbourne 1893.[6]
- 1900 – Mrs. Harrison Lee: One of Australia's Daughters. An Autobiography of Mrs. Harrison Lee. Ideal Publishing Union, London 1900 (archive.org [PDF; 7,5 MB; abgerufen am 25. September 2024]).
- 1902 – Bessie Harrison Lee Cowie: One of God's Lamplighters. Incidents in My Life-work. 1902.
- 1903 – Bessie Harrison Lee: Marriage, Heredity and the Social Evil. H. J. Osborn, London 1903.[7]
- 1908 – Mrs. Harrison Lee: Sunshine from Southern Skies. Christian World, Melbourne 1908.[8]
- 1932 – Mrs. Harrison Lee Cowie: The Battle against the Bottle. Free Trace Society, Los Angeles 1932.[9]
- 1940 – Mrs. Harrison Lee: One of Australia's Daughters. An Autobiography of Mrs. Harrison Lee Cowie. R. Bowen, Los Angeles 1940 (archive.org [PDF; 11,1 MB; abgerufen am 25. September 2024] Erweiterte Ausgabe).
- 1949 – Mrs. Bessie Lee Cowie: "Myself" From Nine to Ninety. Pasadena 1949.[9]